# 고문

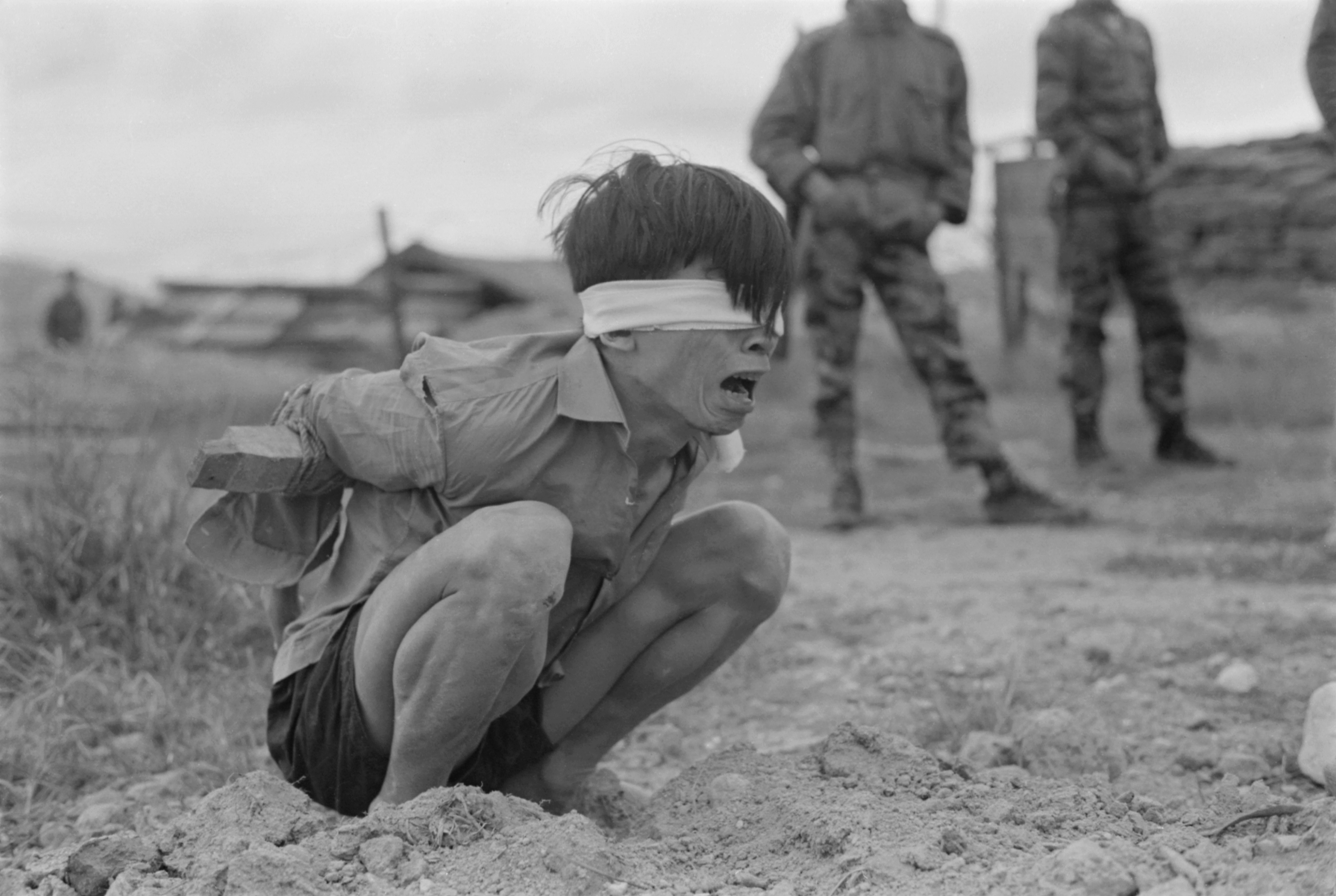
1967년 베트남 전쟁 중 미군에 포로로 잡힌 베트콩 병사가 눈을 가린 채 스트레스 자세로 묶여 있는 모습.

고문(拷問)은 피의자에게 정신적 압박이나 육체적 고통을 주어 자백을 얻어내는 행위를 말하며, 협의로는 유형력을 사용하여 육체적 고통을 주어 자백하게 하는 행위를 일컫는다.
또한 고문방지운동을 하고 있는 앰네스티에서는 고문을 "당사자 또는 제 3자로부터 정보나 자백을 얻거나 협박할 목적으로 신체적이든 정신적이든 심대한 고통이나 괴로움을 가한 행위"로 규정한다. 제2차 세계대전이 끝난 후 여러 인권선언들이 채택되고 발표되었으나, 지금도 사라지지 않고 있다.
대한민국의 헌법에서는 고문에 견디지 못하고 피의자가 허위 자백을 할 가능성이 있고, 고문은 인권침해의 위험이 있다는 이유에서 고문을 금지하고 있다. 따라서 피고인의 자백이 고문·협박·구속의 부당한 장기화 등으로 인해 타의로 진술된 것으로 인정될 때나 정식 재판에서 피고인의 자백이 피고인에게 유일하게 불리한 증거일 경우에는 이를 근거로 피고인을 처벌할 수 없다(헌법 제 12조 제 7항). 또한 형사소송법에서도 헌법에서 규정하고 있는 부당한 방법에 의해 얻은 자백은 진위여부와 상관없이 증거로의 채택을 금지하고 있다(형사소송법 제 309조). 또한 피고인이 직접 고문을 당하지 않았어도 다른 피고인이 고문당하는 것을 보고 자백한 경우도 이에 해당한다.

## 고문의 사례

### 칠레
피노체트 군사독재정권(1973년 ~ 1990년) 당시 만여 명의 고문피해자 발생.

### 한국

#### 일제강점기(1910년~1945년)
이 기간 동안 독립 운동가 등이 경찰에 연행되는 등 무수한 고문피해자 발생.

#### 대한민국

##### 군사독재시기
박종철 고문치사사건과 부천서 성고문 사건이 대표적인 고문피해사례 곧 국가폭력에 의해 인권이 짓밟혀진 사례이다. 고문에 의한 사건날조인 인혁당 사건도 마찬가지이다. 이 중 박종철 고문치사사건은 6월 항쟁의 발단이 되었다. 또한 이근안 경감이 김근태 전 민주당 고문을 전기고문, 물고문 등으로 고문한 사건도 있다. 조국 교수가 쓴 성찰하는 진보에 따르면, 이근안 경감은 간첩사건 조작피해자들과 많은 민주화운동가들을 물고문, 전기고문, 관절뽑기 등 차마 입에 담을 수도 없을 정도의 잔인한 고문을 자행했다. 그 때문에 결국 징역 7년의 실형을 선고받았다. 이러한 국가폭력의 원인을 김동춘 성공회대학교 교수는 한겨레21에 기고한 칼럼에서 북한에서 보낸 간첩을 막으려면 국민들의 인권쯤은 희생되어도 된다는 반공주의가 뿌리라고 진단했다. 그래서 이근안 경감은 국민의 생명과 인권을 보호해야 할 경찰이 오히려 국민의 인권을 짓밟은 국가폭력의 가해자가 된 대표적인 케이스가 되고 말았다.

##### 2010년
2010년에는 양천경찰서에서 여러 피의자들이 고문을 당했음을 국가인권위원회에서 조사하였다. 인권위원회에서 조사한 결과를 보면 '입에 수건을 물리고 테이프로 묶고, 의자에 몸을 묶으며, 허벅지, 등, 허리를 주먹과 발로 구타'하는 등의 고문을 했으며, 폐쇄회로 텔레비전을 상향조정하여 증거자료로 기록되지 못하게 했다. 경찰관들을 구속수사를 받았고, 양천경찰서장은 1개월 정직의 징계를 받았다. 이는 경찰에서 지금도 고문을 "죄인을 점잖게 대하면 진술을 받지 못한다. 고문을 해야 한다."라면서 선호하고, "죄인이 무슨 인권이냐. 가혹하게 다뤄야 죄를 짓지 않는다."라면서 당연하게 여기는 인권의식을 가지고 있음을 보여주는 사례이다. 이를 막기 위해서는 국가폭력에 대해서는 공소시효를 두지 않음으로써 진상규명이 되었을 경우에 가해자들이 처벌받도록 해야 하고, 장애인 등의 사회적 약자들이 부당한 일을 겪지 않거나 당했을 때에 저항할 수 있도록 법학을 공부한 이들 중에서 군대를 다녀오지 않은 이들이 변호인으로 대체복무를 하도록 한다. 실제 한겨레21에 따르면 지적 장애인(지능지수가 70이하의 장애인)들의 경우 지적장애인들이 정상적인 사고능력을 갖지 못했음을 악용한 수사관들의 거짓수사로 누명을 쓰는 억울한 일에 취약하기 때문에(영화 7번방의 기적), 미국 등의 선진국들에서는 수사관들이나 변호인들이 장애인들의 특성에 맞는 수사와 변호를 하도록 인권교육을 받는다고 한다. 조국 교수도 성찰하는 진보라는 책에서 국가보안법을 위반했다고 해서 실형을 받은 양심수가 되었을 때에 법률상담을 많이 해주었다고 했다. 법을 몰라서 억울한 일을 당하는 이들이 많다는 뜻이다.

## 형사소송법상 증거능력
고문을 통해 얻어진 자백이나 진술은 임의성이 없어서 증거능력이 없다. 대법원은 피고인들이 영장 없이 호텔에 연행되어 외부와의 연결이 차단된 채 감금되어 수사경찰관에 의하여 갖은 고문을 당하여 자술서를 쓰고, 경찰관 입회하에 검사의 피의자신문이 행하여졌으며, 기소 후 교도소 수감 중에도 야간에 부소장실에 불려가 경찰관이 폭행하는 자리에서 검사가 공판 과정에서 진술을 번복하면 좋지 않을 것이라고 위협하였고, 피고인들 중 일부는 위와 같은 검사의 위협에 의하여 공판정에서 허위자백을 한 것임을 수긍할 수 있으니, 피고인들에 대한 검사 작성의 각 피의자신문조서의 동인들이 작성한 진술서나 자술서는 임의로 된 것이라 할 수 없어 증거능력이 없다.

## 강요된 행위 여부
박종철 고문치사 사건에서 상관의 위법한 명령에 복종할 의무가 없고 절대적 명령 복종의무가 불문율이라 하더라도 인권침해 행위인 고문이 강요된 행위로서 적법행위에 대한 기대가능성이 없는 경우가 아니라고 명백히 밝혔다.

## 고문방지조약 선택의정서
- 1984년 12월 10일 유엔총회에서 채택한 고문방지조약의 선택의정서이다.
- 인도주의에 어긋나는 대우 방지 소위원회 설치, 국내차원의 방문기구 설치. 두 기구는 개인의 자유가 박탈당하거나 박탈당할 수 있는 모든 장소를 방문할 수 있다.[5]

## 고문을 소재로 한 영화
- 《남영동1985》 (2012)
- 《더 리포트》 (2019)